# Tujetsch
Tujetsch (, toponimo romancio; in tedesco Tavetsch, ufficiale fino al 1976, in italiano Tovieggio, desueto) è un comune svizzero di 1 197 abitanti del Canton Grigioni, nella regione Surselva.

## Geografia fisica

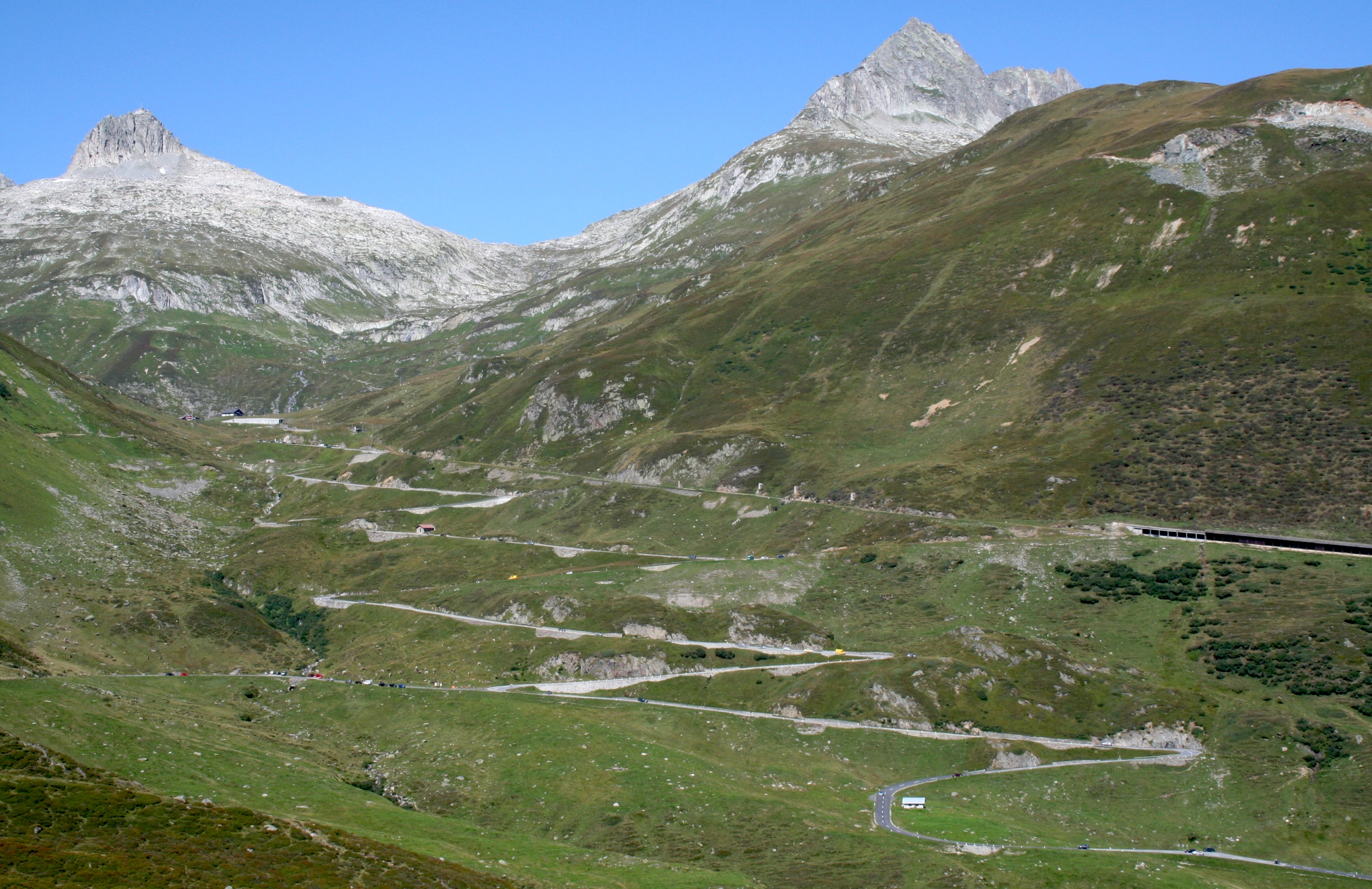
Il passo dell'Oberalp

Il comune si estende nell'alta valle del Reno Anteriore, presso le sue sorgenti alle pendici del passo dell'Oberalp.

## Monumenti e luoghi d'interesse
- Diga di Curnera;
- Diga di Nalps.

## Società

### Evoluzione demografica
L'evoluzione demografica è riportata nella seguente tabella:
Abitanti censiti

### Lingue e dialetti
La maggioranza della popolazione parla romancio.

## Geografia antropica
Non esiste alcun centro abitato denominato "Tujetsch": si tratta pertanto di un comune sparso, il cui capoluogo è Sedrun.

### Frazioni
Le frazioni di Tujetsch sono:
- Bugnei
- Camischolas/Zarcuns
- Cavorgia
- Gonda
- Rueras/Dieni
- Sedrun[5]
- Selva
- Surrein
- Tschamut[6]

## Economia

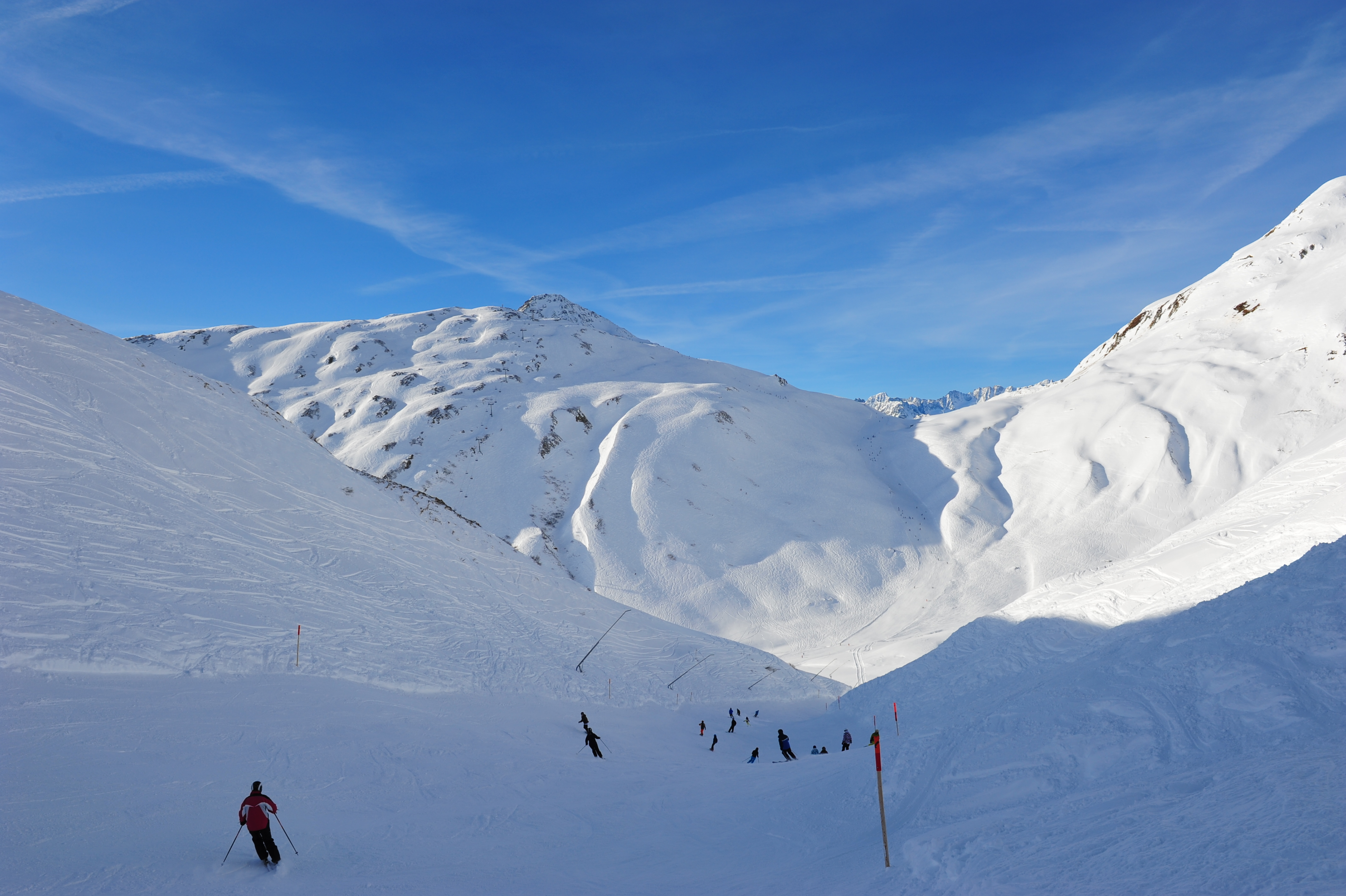
Piste sciistiche in val Cuolm

L'economia locale trae impulso principalmente dal turismo estivo (dalla fine del XVIII secolo) e invernale (stazione sciistica attiva dal 1929).

## Infrastrutture e trasporti

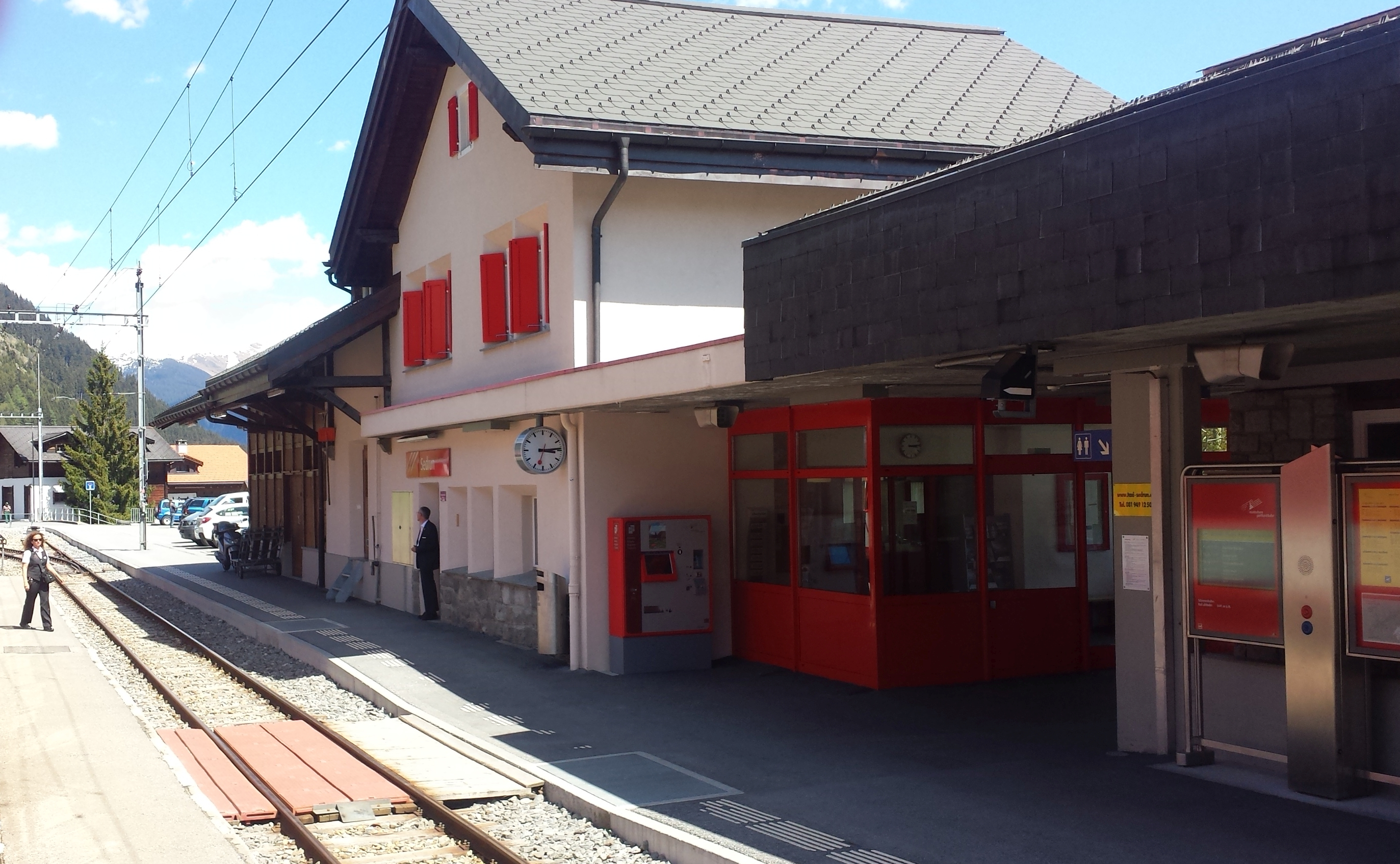
La stazione di Sedrun

Tujetsch è servito dalle stazioni di Bugnei, di Dieni, di Rueras, di Sedrun e di Tschamut-Selva della Matterhorn-Gotthard-Bahn (linea del Furka-Oberalp).